# Държавен съвет на Република Татарстан
Държавния съвет на Република Татарстан е постоянният най-висок представителен, законодателен орган на държавната власт на Република Татарстан, той се избира за срок от 5 години. Състои се от 100 депутати. 50 депутати се избират в едномандатни избирателни райони, други 50 в единния републикански избирателен район според републиканските списъци на кандидатите за депутати, номинирани от избирателни асоциации, избирателни блокове. Избирателната бариера е 7 %. Граждани, които могат да бъдат избрани за депутати са навършилите 21 години. Той се оглавява от председателя на Държавния съвет на Република Татарстан.